# Індивідуальний поріг чутливості
Індивідуа́льний порі́г чутли́вості (рос. индивидуальный порог чувствительности, англ. individual perception threshold) — найнижча концентрація певної речовини, яку суб'єкт розпізнає при першій та повторних спробах.
Термін використовується при тестуванні запахів.